# Cambes (Gironde)
Cambes is een gemeente in het Franse departement Gironde in de regio Nouvelle-Aquitaine. De plaats maakt deel uit van het arrondissement Bordeaux. Cambes telde op 1 januari 2022 1.853 inwoners.

## Geografie
De oppervlakte van Cambes bedroeg op 1 januari 2022 5,34 vierkante kilometer; de bevolkingsdichtheid was toen 347 inwoners per km².

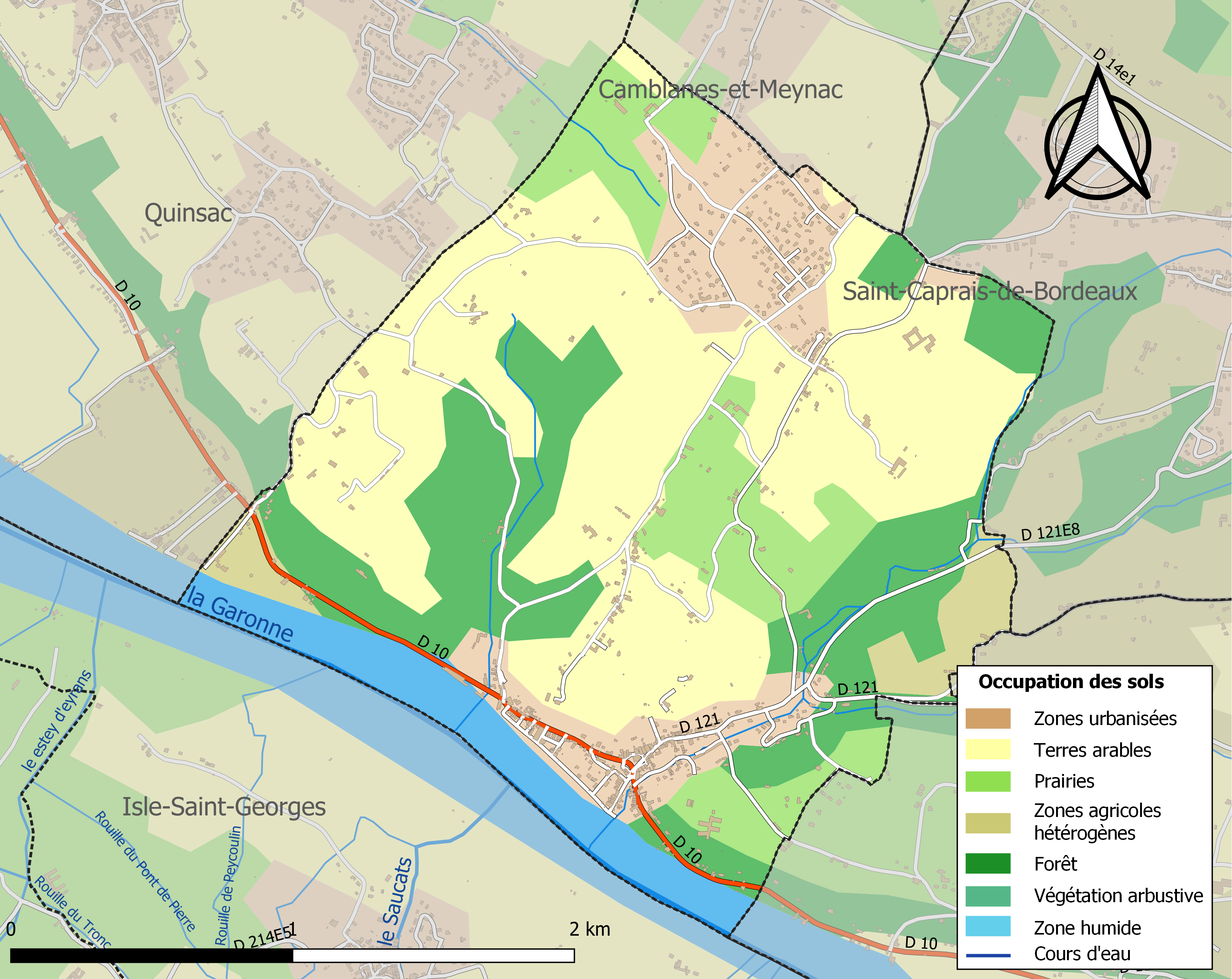
Kaart van de gemeente met belangrijkste infrastructuur, bodemgebruik en omliggende gemeenten

## Demografie
Onderstaande figuur toont het verloop van het inwonertal (bron: INSEE-tellingen).